# Éliminatoires du Championnat d'Europe de football 2016
Navigation
Éliminatoires Euro 2012 Éliminatoires Euro 2020

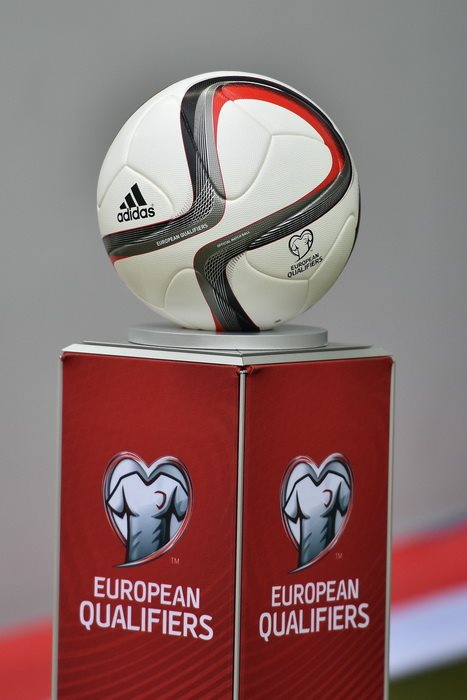
Le ballon officiel des éliminatoires de l'Euro 2016

La phase principale des éliminatoires du Championnat d'Europe de football 2016 se déroule du 7 septembre 2014 au 13 octobre 2015. Les barrages se déroulent du 12 novembre 2015 au 17 novembre 2015.
Cinquante-trois équipes nationales de pays membres de l'UEFA s'affrontent pour vingt-trois places. Elles sont réparties en neuf groupes : huit groupes de six et un groupe de cinq. Les deux premiers de chaque groupe ainsi que le meilleur troisième sont directement qualifiés pour l'Euro 2016. Les huit autres troisièmes de groupes s'affrontent en barrages aller-retour pour désigner les quatre places restantes.
La France est qualifiée d'office pour la phase finale en tant que pays hôte. Toutefois, après le tirage au sort, l'UEFA affecte la France au groupe de cinq équipes afin qu'elle dispute des matches amicaux contre ces équipes (les résultats des matchs de la France n'étant pas pris en compte dans les éliminatoires).
Le tirage au sort des éliminatoires a eu lieu le 23 février 2014 à Nice en France.
La grande surprise de cette phase éliminatoire est la non-qualification des Pays-Bas, troisième du Mondial 2014, qui terminent à la quatrième place de leur groupe derrière la République tchèque, l'Islande et la Turquie avec seulement quatre victoires en dix matchs. Malgré un format élargi et plus ouvert, deux autres anciens vainqueurs de la compétition n'ont pas réussi à se qualifier : le Danemark et la Grèce.

## Format et tirage au sort
Les cinquante-trois fédérations sont réparties selon l’ordre de classement lors des précédentes compétitions internationales de l’UEFA et de la FIFA : la Coupe du monde 2010 (qualifications + phase finale) (20 %), de l'Euro 2012 (qualifications + phase finale) (40 %) et les éliminatoires de la Coupe du monde 2014 (40 %).
Le total des points remportés lors des matchs de ces trois compétitions est divisé par le nombre de rencontres disputées. Ce quotient permet de déterminer le classement des fédérations. Si deux fédérations ou plus obtiennent le même coefficient, elles sont départagées selon les critères suivants, dans l’ordre : le coefficient des matchs disputés lors du tour de qualification le plus récent, la différence de buts, la moyenne de buts marqués, la moyenne de buts marqués à l’extérieur, un tirage au sort.
Ce classement permet de répartir les cinquante-trois fédérations en six chapeaux (la France 11e est ignorée). Le tirage au sort pour l’Euro détermine la composition des groupes éliminatoires (A à I) en tirant une équipe de chaque chapeau en commençant par le chapeau des têtes de séries jusqu'au chapeau no 6.
| Chapeau 1 (têtes de série) | Chapeau 1 (têtes de série) | Chapeau 2            | Chapeau 2 | Chapeau 3 | Chapeau 3 | Chapeau 4      | Chapeau 4 | Chapeau 5       | Chapeau 5 | Chapeau 6     | Chapeau 6 |
| Espagne                    | 42.158                     | Ukraine              | 31.156    | Serbie    | 25.985    | Monténégro     | 22.991    | Islande         | 19.243    | Luxembourg    | 14.050    |
| Allemagne                  | 41.366                     | Croatie              | 30.652    | Turquie   | 25.955    | Arménie        | 22.861    | Irlande du Nord | 19.201    | Kazakhstan    | 13.961    |
| Pays-Bas                   | 38.541                     | Suède                | 30.111    | Slovénie  | 25.834    | Écosse         | 22.234    | Albanie         | 19.151    | Liechtenstein | 12.220    |
| Italie                     | 35.343                     | Danemark             | 29.660    | Israël    | 25.442    | Finlande       | 22.001    | Lituanie        | 19.026    | Îles Féroé    | 11.751    |
| Angleterre                 | 34.885                     | Suisse               | 29.572    | Norvège   | 25.341    | Lettonie       | 20.771    | Moldavie        | 18.301    | Malte         | 10.740    |
| Portugal                   | 34.314                     | Belgique             | 28.732    | Slovaquie | 25.333    | Pays de Galles | 20.551    | Macédoine       | 17.376    | Andorre       | 8.560     |
| Grèce                      | 33.540                     | Tchéquie             | 28.234    | Roumanie  | 25.038    | Bulgarie       | 20.391    | Azerbaïdjan     | 16.901    | Saint-Marin   | 7.420     |
| Russie                     | 32.946                     | Hongrie              | 27.802    | Autriche  | 24.572    | Estonie        | 19.988    | Géorgie         | 16.766    | Gibraltar     | 0.000     |
| Bosnie-Herzégovine         | 31.416                     | République d'Irlande | 26.733    | Pologne   | 23.095    | Biélorussie    | 19.646    | Chypre          | 14.235    |               |           |

Légende

### Aménagements avant le tirage au sort
Avant le tirage au sort, l'UEFA décide que :
1. Pour des raisons de droits TV, l'Allemagne, l'Angleterre, l'Espagne, l'Italie et les Pays-Bas sont tirés au sort dans un groupe contenant 6 équipes.
2. Pour des raisons politiques, l'Azerbaïdjan et l'Arménie ne peuvent pas figurer dans le même groupe, de même que l'Espagne et Gibraltar.

## Phase de groupes
La phase de qualification est jouée en groupes selon le système de championnat, chaque équipe rencontrant tous les adversaires au sein de son groupe en matchs aller et retour. Une victoire rapporte trois points, un match nul un point et une défaite zéro point. En cas d’égalité de points de plusieurs équipes à l'issue des matchs de groupe, les critères suivants sont appliqués dans l'ordre indiqué pour établir leur classement :
- Plus grand nombre de points obtenus dans les matchs de groupe disputés entre les équipes concernées
- Meilleure différence de buts dans les matchs de groupe disputés entre les équipes concernées
- Plus grand nombre de buts marqués lors des matchs de groupe disputés entre les équipes concernées
- Plus grand nombre de buts marqués à l’extérieur dans les matchs de groupe disputés entre les équipes concernées

Si, après l'application des quatre premiers critères, plusieurs équipes sont toujours à égalité, les quatre premiers critères sont à nouveau appliqués exclusivement aux matchs entre les équipes concernées afin de déterminer leur classement final.
Si cette procédure ne donne pas de résultat, les critères suivants s’appliquent :
- Meilleure différence de buts dans tous les matchs du groupe
- Plus grand nombre de buts marqués dans tous les matchs du groupe
- Plus grand nombre de buts marqués à l’extérieur dans tous les matchs du groupe
- Classement disciplinaire dans tous les matchs du groupe
- Position dans le Classement par coefficient des équipes nationales de l’UEFA.

Légende des classements
Légende des résultats

### Groupe A
| Rang | Équipe     | Pts | J  | G | N | P | Bp | Bc | Diff |  | Résultats (▼ dom., ► ext.) |     |     |     |     |     |     |
| ---- | ---------- | --- | -- | - | - | - | -- | -- | ---- |  | -------------------------- | --- | --- | --- | --- | --- | --- |
| 1    | Tchéquie   | 22  | 10 | 7 | 1 | 2 | 19 | 14 | +5   |  | Tchéquie                   |     | 2-1 | 0-2 | 2-1 | 2-1 | 1-1 |
| 2    | Islande    | 20  | 10 | 6 | 2 | 2 | 17 | 6  | +11  |  | Islande                    | 2-1 |     | 3-0 | 2-0 | 0-0 | 2-2 |
| 3    | Turquie    | 18  | 10 | 5 | 3 | 2 | 14 | 9  | +5   |  | Turquie                    | 1-2 | 1-0 |     | 3-0 | 3-1 | 1-1 |
| 4    | Pays-Bas   | 13  | 10 | 4 | 1 | 5 | 17 | 14 | +3   |  | Pays-Bas                   | 2-3 | 0-1 | 1-1 |     | 3-1 | 6-0 |
| 5    | Kazakhstan | 5   | 10 | 1 | 2 | 7 | 7  | 18 | -11  |  | Kazakhstan                 | 2-4 | 0-3 | 0-1 | 1-2 |     | 0-0 |
| 6    | Lettonie   | 5   | 10 | 0 | 5 | 5 | 6  | 19 | -13  |  | Lettonie                   | 1-2 | 0-3 | 1-1 | 0-2 | 0-1 |     |

### Groupe B
| Rang | Équipe             | Pts | J  | G | N | P  | Bp | Bc | Diff |  | Résultats (▼ dom., ► ext.) |     |     |     |     |     |     |
| ---- | ------------------ | --- | -- | - | - | -- | -- | -- | ---- |  | -------------------------- | --- | --- | --- | --- | --- | --- |
| 1    | Belgique           | 23  | 10 | 7 | 2 | 1  | 24 | 5  | +19  |  | Belgique                   |     | 0-0 | 3-1 | 3-1 | 5-0 | 6-0 |
| 2    | Pays de Galles     | 21  | 10 | 6 | 3 | 1  | 11 | 4  | +7   |  | Pays de Galles             | 1-0 |     | 0-0 | 0-0 | 2-1 | 2-0 |
| 3    | Bosnie-Herzégovine | 17  | 10 | 5 | 2 | 3  | 17 | 12 | +5   |  | Bosnie-Herzégovine         | 1-1 | 2-0 |     | 3-1 | 1-2 | 3-0 |
| 4    | Israël             | 13  | 10 | 4 | 1 | 5  | 16 | 14 | +2   |  | Israël                     | 0-1 | 0-3 | 3-0 |     | 1-2 | 4-0 |
| 5    | Chypre             | 12  | 10 | 4 | 0 | 6  | 16 | 17 | -1   |  | Chypre                     | 0-1 | 0-1 | 2-3 | 1-2 |     | 5-0 |
| 6    | Andorre            | 0   | 10 | 0 | 0 | 10 | 4  | 36 | -32  |  | Andorre                    | 1-4 | 1-2 | 0-3 | 1-4 | 1-3 |     |

### Groupe C
| Rang | Équipe      | Pts | J  | G | N | P | Bp | Bc | Diff |  | Résultats (▼ dom., ► ext.) |     |     |     |     |     |     |
| ---- | ----------- | --- | -- | - | - | - | -- | -- | ---- |  | -------------------------- | --- | --- | --- | --- | --- | --- |
| 1    | Espagne     | 27  | 10 | 9 | 0 | 1 | 23 | 3  | +20  |  | Espagne                    |     | 2-0 | 1-0 | 3-0 | 4-0 | 5-1 |
| 2    | Slovaquie   | 22  | 10 | 7 | 1 | 2 | 17 | 8  | +9   |  | Slovaquie                  | 2-1 |     | 0-0 | 0-1 | 3-0 | 2-1 |
| 3    | Ukraine     | 19  | 10 | 6 | 1 | 3 | 14 | 4  | +10  |  | Ukraine                    | 0-1 | 0-1 |     | 3-1 | 3-0 | 1-0 |
| 4    | Biélorussie | 11  | 10 | 3 | 2 | 5 | 8  | 14 | -6   |  | Biélorussie                | 0-1 | 1-3 | 0-2 |     | 2-0 | 0-0 |
| 5    | Luxembourg  | 4   | 10 | 1 | 1 | 8 | 6  | 27 | -21  |  | Luxembourg                 | 0-4 | 2-4 | 0-3 | 1-1 |     | 1-0 |
| 6    | Macédoine   | 4   | 10 | 1 | 1 | 8 | 6  | 18 | -12  |  | Macédoine                  | 0-1 | 0-2 | 0-2 | 1-2 | 3-2 |     |

### Groupe D
| Rang | Équipe               | Pts | J  | G | N | P  | Bp | Bc | Diff |  | Résultats (▼ dom., ► ext.) |     |     |     |     |     |     |
| ---- | -------------------- | --- | -- | - | - | -- | -- | -- | ---- |  | -------------------------- | --- | --- | --- | --- | --- | --- |
| 1    | Allemagne            | 22  | 10 | 7 | 1 | 2  | 24 | 9  | +15  |  | Allemagne                  |     | 3-1 | 1-1 | 2-1 | 2-1 | 4-0 |
| 2    | Pologne              | 21  | 10 | 6 | 3 | 1  | 33 | 10 | +23  |  | Pologne                    | 2-0 |     | 2-1 | 2-2 | 4-0 | 8-1 |
| 3    | République d'Irlande | 18  | 10 | 5 | 3 | 2  | 19 | 7  | +12  |  | République d'Irlande       | 1-0 | 1-1 |     | 1-1 | 1-0 | 7-0 |
| 4    | Écosse               | 15  | 10 | 4 | 3 | 3  | 22 | 12 | +10  |  | Écosse                     | 2-3 | 2-2 | 1-0 |     | 1-0 | 6-1 |
| 5    | Géorgie              | 9   | 10 | 3 | 0 | 7  | 10 | 16 | -6   |  | Géorgie                    | 0-2 | 0-4 | 1-2 | 1-0 |     | 4-0 |
| 6    | Gibraltar            | 0   | 10 | 0 | 0 | 10 | 2  | 56 | -54  |  | Gibraltar                  | 0-7 | 0-7 | 0-4 | 0-6 | 0-3 |     |

### Groupe E
| Rang | Équipe      | Pts | J  | G  | N | P | Bp | Bc | Diff |  | Résultats (▼ dom., ► ext.) |     |     |     |     |     |     |
| ---- | ----------- | --- | -- | -- | - | - | -- | -- | ---- |  | -------------------------- | --- | --- | --- | --- | --- | --- |
| 1    | Angleterre  | 30  | 10 | 10 | 0 | 0 | 31 | 3  | +28  |  | Angleterre                 |     | 2-0 | 3-1 | 2-0 | 4-0 | 5-0 |
| 2    | Suisse      | 21  | 10 | 7  | 0 | 3 | 24 | 8  | +16  |  | Suisse                     | 0-2 |     | 3-2 | 3-0 | 4-0 | 7-0 |
| 3    | Slovénie    | 16  | 10 | 5  | 1 | 4 | 18 | 11 | +7   |  | Slovénie                   | 2-3 | 1-0 |     | 1-0 | 1-1 | 6-0 |
| 4    | Estonie     | 10  | 10 | 3  | 1 | 6 | 4  | 9  | -5   |  | Estonie                    | 0-1 | 0-1 | 1-0 |     | 1-0 | 2-0 |
| 5    | Lituanie    | 10  | 10 | 3  | 1 | 6 | 7  | 18 | -11  |  | Lituanie                   | 0-3 | 1-2 | 0-2 | 1-0 |     | 2-1 |
| 6    | Saint-Marin | 1   | 10 | 0  | 1 | 9 | 1  | 36 | -35  |  | Saint-Marin                | 0-6 | 0-4 | 0-2 | 0-0 | 0-2 |     |

### Groupe F
| Rang | Équipe          | Pts | J  | G | N | P | Bp | Bc | Diff |  | Résultats (▼ dom., ► ext.) | Drapeau de l'Irlande du Nord (drapeau du Royaume-Uni) |     |     |     |     |     |
| ---- | --------------- | --- | -- | - | - | - | -- | -- | ---- |  | -------------------------- | ----------------------------------------------------- | --- | --- | --- | --- | --- |
| 1    | Irlande du Nord | 21  | 10 | 6 | 3 | 1 | 16 | 8  | +8   |  | Irlande du Nord            |                                                       | 0-0 | 1-1 | 2-1 | 2-0 | 3-1 |
| 2    | Roumanie        | 20  | 10 | 5 | 5 | 0 | 11 | 2  | +9   |  | Roumanie                   | 2-0                                                   |     | 1-1 | 1-1 | 1-0 | 0-0 |
| 3    | Hongrie         | 16  | 10 | 4 | 4 | 2 | 11 | 9  | +2   |  | Hongrie                    | 1-2                                                   | 0-0 |     | 1-0 | 2-1 | 0-0 |
| 4    | Finlande        | 12  | 10 | 3 | 3 | 4 | 9  | 10 | -1   |  | Finlande                   | 1-1                                                   | 0-2 | 0-1 |     | 1-0 | 1-1 |
| 5    | Îles Féroé      | 6   | 10 | 2 | 0 | 8 | 6  | 17 | -11  |  | Îles Féroé                 | 1-3                                                   | 0-3 | 0-1 | 1-3 |     | 2-1 |
| 6    | Grèce           | 6   | 10 | 1 | 3 | 6 | 7  | 14 | -7   |  | Grèce                      | 0-2                                                   | 0-1 | 4-3 | 0-1 | 0-1 |     |

### Groupe G
| Rang | Équipe        | Pts | J  | G | N | P | Bp | Bc | Diff |  | Résultats (▼ dom., ► ext.) |     |     |     |     |     |     |
| ---- | ------------- | --- | -- | - | - | - | -- | -- | ---- |  | -------------------------- | --- | --- | --- | --- | --- | --- |
| 1    | Autriche      | 28  | 10 | 9 | 1 | 0 | 22 | 5  | +17  |  | Autriche                   |     | 1-0 | 1-1 | 1-0 | 3-0 | 1-0 |
| 2    | Russie        | 20  | 10 | 6 | 2 | 2 | 21 | 5  | +16  |  | Russie                     | 0-1 |     | 1-0 | 2-0 | 4-0 | 1-1 |
| 3    | Suède         | 18  | 10 | 5 | 3 | 2 | 15 | 9  | +6   |  | Suède                      | 1-4 | 1-1 |     | 3-1 | 2-0 | 2-0 |
| 4    | Monténégro    | 11  | 10 | 3 | 2 | 5 | 10 | 13 | -3   |  | Monténégro                 | 2-3 | 0-3 | 1-1 |     | 2-0 | 2-0 |
| 5    | Liechtenstein | 5   | 10 | 1 | 2 | 7 | 2  | 26 | -24  |  | Liechtenstein              | 0-5 | 0-7 | 0-2 | 0-0 |     | 1-1 |
| 6    | Moldavie      | 2   | 10 | 0 | 2 | 8 | 4  | 16 | -12  |  | Moldavie                   | 1-2 | 1-2 | 0-2 | 0-2 | 0-1 |     |

### Groupe H
| Rang | Équipe      | Pts  | J  | G | N | P | Bp | Bc | Diff |  | Résultats (▼ dom., ► ext.) |     |     |     |     |     |     |
| ---- | ----------- | ---- | -- | - | - | - | -- | -- | ---- |  | -------------------------- | --- | --- | --- | --- | --- | --- |
| 1    | Italie      | 24   | 10 | 7 | 3 | 0 | 16 | 7  | +9   |  | Italie                     |     | 1-1 | 2-1 | 1-0 | 2-1 | 1-0 |
| 2    | Croatie     | 20-1 | 10 | 6 | 3 | 1 | 20 | 5  | +15  |  | Croatie                    | 1-1 |     | 5-1 | 3-0 | 6-0 | 2-0 |
| 3    | Norvège     | 19   | 10 | 6 | 1 | 3 | 13 | 10 | +3   |  | Norvège                    | 0-2 | 2-0 |     | 2-1 | 0-0 | 2-0 |
| 4    | Bulgarie    | 11   | 10 | 3 | 2 | 5 | 9  | 12 | -3   |  | Bulgarie                   | 2-2 | 0-1 | 0-1 |     | 2-0 | 1-1 |
| 5    | Azerbaïdjan | 6    | 10 | 1 | 3 | 6 | 7  | 18 | -11  |  | Azerbaïdjan                | 1-3 | 0-0 | 0-1 | 1-2 |     | 2-0 |
| 6    | Malte       | 2    | 10 | 0 | 2 | 8 | 3  | 16 | -13  |  | Malte                      | 0-1 | 0-1 | 0-3 | 0-1 | 2-2 |     |

Note
-1 : Sanction d'un point infligée à la Croatie à la suite d'une décision de l’UEFA concernant un dessin de svastika sur le terrain du Poljud lors de Croatie-Italie.

### Groupe I
| Rang | Équipe   | Pts | J | G | N | P | Bp | Bc | Diff |  | Résultats (▼ dom., ► ext.) |     |     |     |     |     |
| ---- | -------- | --- | - | - | - | - | -- | -- | ---- |  | -------------------------- | --- | --- | --- | --- | --- |
| 1    | Portugal | 21  | 8 | 7 | 0 | 1 | 11 | 5  | +6   |  | Portugal                   |     | 0-1 | 1-0 | 2-1 | 1-0 |
| 2    | Albanie  | 14  | 8 | 4 | 2 | 2 | 10 | 5  | +5   |  | Albanie                    | 0-1 |     | 1-1 | 0-2 | 2-1 |
| 3    | Danemark | 12  | 8 | 3 | 3 | 2 | 8  | 5  | +3   |  | Danemark                   | 0-1 | 0-0 |     | 2-0 | 2-1 |
| 4    | Serbie   | 4-3 | 8 | 2 | 1 | 5 | 8  | 13 | -5   |  | Serbie                     | 1-2 | 0-3 | 1-3 |     | 2-0 |
| 5    | Arménie  | 2   | 8 | 0 | 2 | 6 | 5  | 14 | -9   |  | Arménie                    | 2-3 | 0-3 | 0-0 | 1-1 |     |

Note
-3 : Après l'interruption du match Serbie-Albanie le 14 octobre 2014, le Tribunal arbitral du sport attribua à l'origine une victoire 3-0 à la Serbie. La Serbie se vit infliger une pénalité de trois points, décision ensuite confirmée par l'Instance de contrôle, d'éthique et de discipline de l'UEFA le 24 octobre 2014. Après appel des deux fédérations, l'Instance d'appel de l’UEFA décide du maintien des sanctions le 2 décembre 2014. Un nouvel appel est alors rempli par les deux fédérations à destination du Tribunal arbitral du sport qui, le 10 juillet 2015, décide de donner la victoire définitive à l'Albanie sur le score de 3-0 et de confirmer la pénalité de trois points infligée à la Serbie,,.
Le pays organisateur (la France pour l'Euro 2016) est affecté au groupe comptant le moins d'équipes. Bien que qualifiée d'office, la sélection prend part alors amicalement à ce groupe éliminatoire afin de parer à la difficulté de trouver des adversaires disponibles pour des matchs amicaux. Les résultats obtenus contre le pays organisateur par les cinq autres équipes du groupe ne sont bien évidemment pas pris en compte. Le président de l'UEFA, Michel Platini a déclaré qu'un classement séparé UEFA serait utilisé à l'avenir pour constituer les groupes de phase finale et de phases de qualifications. En outre, l'UEFA propose aux diffuseurs de télévision une compétition plus relevée.

### Classements des troisièmes de groupe
Le meilleur troisième est directement qualifié pour l'Euro 2016 alors que les huit autres troisièmes disputent les barrages. Afin de déterminer les positions, un classement comparatif entre les troisièmes de groupe est établi, ne prenant en compte que les résultats des cinq premiers de chaque groupe (les résultats contre l'éventuel sixième de groupe sont ignorés).
| Rang  | Équipe               | Pts | J | G | N | P | Bp | Bc | Diff |
| ----- | -------------------- | --- | - | - | - | - | -- | -- | ---- |
| 1 (A) | Turquie              | 16  | 8 | 5 | 1 | 2 | 12 | 7  | +5   |
| 2 (F) | Hongrie              | 15  | 8 | 4 | 3 | 1 | 8  | 5  | +3   |
| 3 (C) | Ukraine              | 13  | 8 | 4 | 1 | 3 | 11 | 4  | +7   |
| 4 (H) | Norvège              | 13  | 8 | 4 | 1 | 3 | 8  | 10 | -2   |
| 5 (I) | Danemark             | 12  | 8 | 3 | 3 | 2 | 8  | 5  | +3   |
| 6 (G) | Suède                | 12  | 8 | 3 | 3 | 2 | 11 | 9  | +2   |
| 7 (D) | République d'Irlande | 12  | 8 | 3 | 3 | 2 | 8  | 7  | +1   |
| 8 (B) | Bosnie-Herzégovine   | 11  | 8 | 3 | 2 | 3 | 11 | 12 | -1   |
| 9 (E) | Slovénie             | 10  | 8 | 3 | 1 | 4 | 10 | 11 | -1   |

## Barrages
Ces barrages prennent place du 12 novembre 2015 au 17 novembre 2015. Le tirage au sort a lieu à Nyon en Suisse, le dimanche 18 octobre 2015 à 11 h 20,.
| Tête de série      | Tête de série | -                    | -      |
| ------------------ | ------------- | -------------------- | ------ |
| Bosnie-Herzégovine | 30.367        | Danemark             | 27.140 |
| Ukraine            | 30.313        | République d'Irlande | 26.902 |
| Suède              | 29.028        | Norvège              | 26.439 |
| Hongrie            | 27.142        | Slovénie             | 25.442 |

| Équipe             | Aller | Total | Retour | Équipe               |
| ------------------ | ----- | ----- | ------ | -------------------- |
| Ukraine            | 2 - 0 | 3 - 1 | 1 - 1  | Slovénie             |
| Suède              | 2 - 1 | 4 - 3 | 2 - 2  | Danemark             |
| Bosnie-Herzégovine | 1 - 1 | 1 - 3 | 0 - 2  | République d'Irlande |
| Norvège            | 0 - 1 | 1 - 3 | 1 - 2  | Hongrie              |

| 14 novembre 2015 | Ukraine                        | 2 - 0   | Slovénie | Arena Lviv, Lviv                                |                                                 |
| 18h00 HEC        | Iarmolenko 22e · Selezniov 54e | (1 - 0) |          | Spectateurs : 34 000 Arbitrage : Jonas Eriksson | Spectateurs : 34 000 Arbitrage : Jonas Eriksson |
| 18h00 HEC        | Rapport                        |         |          | Spectateurs : 34 000 Arbitrage : Jonas Eriksson | Spectateurs : 34 000 Arbitrage : Jonas Eriksson |

| 17 novembre 2015 | Slovénie  | 1 - 1   | Ukraine          | Stadion Ljudski vrt, Maribor                  |                                               |
| 20h45 HEC        | Cesar 11e | (1 - 0) | 90+8e Iarmolenko | Spectateurs : 12 500 Arbitrage : Cüneyt Çakır | Spectateurs : 12 500 Arbitrage : Cüneyt Çakır |
| 20h45 HEC        | Rapport   |         |                  | Spectateurs : 12 500 Arbitrage : Cüneyt Çakır | Spectateurs : 12 500 Arbitrage : Cüneyt Çakır |

| 14 novembre 2015 | Suède                                 | 2 - 1   | Danemark         | Friends Arena, Solna                            |                                                 |
| 20h45 HEC        | Forsberg 45e · Ibrahimović 50e (pen.) | (1 - 0) | 80e N. Jørgensen | Spectateurs : 49 053 Arbitrage : Nicola Rizzoli | Spectateurs : 49 053 Arbitrage : Nicola Rizzoli |
| 20h45 HEC        | Rapport                               |         |                  | Spectateurs : 49 053 Arbitrage : Nicola Rizzoli | Spectateurs : 49 053 Arbitrage : Nicola Rizzoli |

| 17 novembre 2015 | Danemark                        | 2 - 2   | Suède               | Parken Stadium, Copenhague                       |                                                  |
| 20h45 HEC        | Poulsen 82e · Vestergaard 90+1e | (0 - 1) | 19e 76e Ibrahimovic | Spectateurs : 36 051 Arbitrage : Martin Atkinson | Spectateurs : 36 051 Arbitrage : Martin Atkinson |
| 20h45 HEC        | Rapport                         |         |                     | Spectateurs : 36 051 Arbitrage : Martin Atkinson | Spectateurs : 36 051 Arbitrage : Martin Atkinson |

| 13 novembre 2015 | Bosnie-Herzégovine | 1 - 1   | République d'Irlande | Stade Bilino Polje, Zenica                   |                                              |
| 20h45 HEC        | Džeko 86e          | (0 - 0) | 82e Brady            | Spectateurs : 15 000 Arbitrage : Felix Brych | Spectateurs : 15 000 Arbitrage : Felix Brych |
| 20h45 HEC        | Rapport            |         |                      | Spectateurs : 15 000 Arbitrage : Felix Brych | Spectateurs : 15 000 Arbitrage : Felix Brych |

| 16 novembre 2015 | République d'Irlande   | 2 - 0   | Bosnie-Herzégovine | Aviva Stadium, Dublin                          |                                                |
| 20h45 HEC        | Walters 24e (pen.) 70e | (1 - 0) |                    | Spectateurs : 50 500 Arbitrage : Björn Kuipers | Spectateurs : 50 500 Arbitrage : Björn Kuipers |
| 20h45 HEC        | Rapport                |         |                    | Spectateurs : 50 500 Arbitrage : Björn Kuipers | Spectateurs : 50 500 Arbitrage : Björn Kuipers |

| 12 novembre 2015 | Norvège | 0 - 1   | Hongrie          | Ullevaal Stadion, Oslo                            |                                                   |
| 20h45 HEC        |         | (0 - 1) | 26e Kleinheisler | Spectateurs : 27 182 Arbitrage : Mark Clattenburg | Spectateurs : 27 182 Arbitrage : Mark Clattenburg |
| 20h45 HEC        | Rapport |         |                  | Spectateurs : 27 182 Arbitrage : Mark Clattenburg | Spectateurs : 27 182 Arbitrage : Mark Clattenburg |

| 15 novembre 2015 | Hongrie                           | 2 - 1   | Norvège       | Groupama Aréna, Budapest                                 |                                                          |
| 20h45 HEC        | Priskin 14e · Henriksen 83e (csc) | (1 - 0) | 87e Henriksen | Spectateurs : 22 000 Arbitrage : Carlos Velasco Carballo | Spectateurs : 22 000 Arbitrage : Carlos Velasco Carballo |
| 20h45 HEC        | Rapport                           |         |               | Spectateurs : 22 000 Arbitrage : Carlos Velasco Carballo | Spectateurs : 22 000 Arbitrage : Carlos Velasco Carballo |

## Liste des 24 qualifiés pour la phase finale
|    | Équipe               | Raison                                          | Date de qualification |
| -- | -------------------- | ----------------------------------------------- | --------------------- |
| 1  | France               | Qualifié d’office en tant que pays organisateur | 28 mai 2010           |
| 2  | Tchéquie             | Éliminatoires, groupe A - 1re place             | 6 septembre 2015      |
| 3  | Islande              | Éliminatoires, groupe A - 2e place              | 6 septembre 2015      |
| 4  | Belgique             | Éliminatoires, groupe B - 1re place             | 10 octobre 2015       |
| 5  | Pays de Galles       | Éliminatoires, groupe B - 2e place              | 10 octobre 2015       |
| 6  | Espagne              | Éliminatoires, groupe C - 1re place             | 9 octobre 2015        |
| 7  | Slovaquie            | Éliminatoires, groupe C - 2e place              | 12 octobre 2015       |
| 8  | Allemagne            | Éliminatoires, groupe D - 1re place             | 11 octobre 2015       |
| 9  | Pologne              | Éliminatoires, groupe D - 2e place              | 11 octobre 2015       |
| 10 | Angleterre           | Éliminatoires, groupe E - 1re place             | 5 septembre 2015      |
| 11 | Suisse               | Éliminatoires, groupe E - 2e place              | 9 octobre 2015        |
| 12 | Irlande du Nord      | Éliminatoires, groupe F - 1re place             | 8 octobre 2015        |
| 13 | Roumanie             | Éliminatoires, groupe F - 2e place              | 11 octobre 2015       |
| 14 | Autriche             | Éliminatoires, groupe G - 1re place             | 8 septembre 2015      |
| 15 | Russie               | Éliminatoires, groupe G - 2e place              | 12 octobre 2015       |
| 16 | Italie               | Éliminatoires, groupe H - 1re place             | 10 octobre 2015       |
| 17 | Croatie              | Éliminatoires, groupe H - 2e place              | 13 octobre 2015       |
| 18 | Portugal             | Éliminatoires, groupe I - 1re place             | 8 octobre 2015        |
| 19 | Albanie              | Éliminatoires, groupe I - 2e place              | 11 octobre 2015       |
| 20 | Turquie              | Meilleur 3e                                     | 13 octobre 2015       |
| 21 | Ukraine              | Barrage                                         | 17 novembre 2015      |
| 22 | Suède                | Barrage                                         | 17 novembre 2015      |
| 23 | République d'Irlande | Barrage                                         | 16 novembre 2015      |
| 24 | Hongrie              | Barrage                                         | 15 novembre 2015      |

## Meilleurs buteurs
Le Polonais Robert Lewandowski termine meilleur buteur des éliminatoires avec 13 buts. 
| Rang | Buteur             | Pays               | Buts | Minutes jouées |
| ---- | ------------------ | ------------------ | ---- | -------------- |
| 1    | Robert Lewandowski | Pologne            | 13   | 876            |
| 2    | Zlatan Ibrahimović | Suède              | 11   | 814            |
| 3    | Thomas Müller      | Allemagne          | 9    | 806            |
| 4    | Artiom Dziouba     | Russie             | 8    | 581            |
| 5    | Edin Džeko         | Bosnie-Herzégovine | 8    | 788            |
| 6    | Wayne Rooney       | Angleterre         | 7    | 669            |
| 7    | Marc Janko         | Autriche           | 7    | 675            |
| 8    | Kyle Lafferty      | Irlande du Nord    | 7    | 752            |
| 9    | Steven Fletcher    | Écosse             | 7    | 789            |
| 10   | Gareth Bale        | Pays de Galles     | 7    | 897            |

## Meilleurs passeurs
| Rang | Buteur          | Pays               | Passes | Minutes jouées |
| ---- | --------------- | ------------------ | ------ | -------------- |
| 1    | Vladimír Weiss  | Slovaquie          | 6      | 583            |
| 1    | Arkadiusz Milik | Pologne            | 6      | 745            |
| 1    | Senad Lulić     | Bosnie-Herzégovine | 6      | 1050           |
| 4    | Xherdan Shaqiri | Suisse             | 5      | 765            |
| 5    | Breel Embolo    | Suisse             | 4      | 205            |
| 6    | Niall McGinn    | Irlande du Nord    | 4      | 422            |
| 7    | Mesut Özil      | Allemagne          | 4      | 540            |
| 8    | Shaun Maloney   | Écosse             | 4      | 719            |
| 9    | Kamil Grosicki  | Pologne            | 4      | 735            |
| 10   | Martin Harnik   | Autriche           | 4      | 794            |